# Chromidotilapia
Chromidotilapia là chi (sinh học) thuộc họ Cá hoàng đế. Chi bao gồm 11 loài. Trong số này, 9 loài từ Trung Phi, một loài (C. guentheri) từ Liberia tới Cameroon, loài cuối cùng (C. cavalliensis) ở khu vực Bờ Biển Ngà.

## Phân loài
- Chromidotilapia cavalliensis
- Chromidotilapia elongata
- Chromidotilapia guentheri
- Chromidotilapia kingsleyae
- Chromidotilapia linkei
- Chromidotilapia mamonekenei
- Chromidotilapia melaniae
- Chromidotilapia mrac
- Chromidotilapia nana
- Chromidotilapia schoutedeni